# Margaret Marsh
Margaret Marsh est une paroisse civile et un village du Dorset, en Angleterre.